# Origins: The Journey of Humankind
Origins: The Journey of Humankind é uma série documental estadunidense que foi lançada no National Geographic no dia 6 de março de 2017. Apresentado por Jason Silva e com narração de Mark Monroe, a série mostra, através de recriações, as principais invenções e eventos na história da evolução humana que foram responsáveis por nossa modernização. Nos oito episódios, cada episódio recebe o tema de um aspecto de nossa civilização: fogo, medicina, dinheiro, comunicação, guerra, abrigo, exploração e transporte. Jason Silva mencionou os trabalhos de Marshall McLuhan como sendo instrumentais na conceitualização do show. Andrew Byrd, um acadêmico especialista em linguistica, colaborou com as linguagens antigas faladas durante as dramatizações.

## Episódios
| # | Título                     | Exibição original   |
| --- | -------------------------- | ------------------- |
| 1 | "Spark of Civilization"    | 6 de março de 2017  |
| A habilidade de dominar o fogo e controlá-lo deu aos humanos o poder de criar, transformar e destruir. O poder de fogo transformou-nos de tribos nômades em uma espécie capaz de realizar viagens espaciais. |                            |                     |
| 2 | "Cheating Death"           | 13 de março de 2017 |
| Através da evolução, a espécie humana tem batalhado contra doenças — em condições inicialmente desconhecidas, o processo de entendimento nos levou a saber da existência de microrganismos. A ciência médica tem nos permitido grandes progressos contra as pragas modernas.                                             |                            |                     |
| 3 | "Power of Money"           | 20 de março de 2017 |
| A expansão das sociedades levaram à proliferação das rotas de comercio. Enquanto o comercio floresceu, o sistema de troca então prevalente no comercio deu lugar ao sistema financeiro que levou-nos à economia global da atualidade.                                                                                    |                            |                     |
| 4 | "The Writting on the Wall" | 27 de março de 2017 |
| A interação entre uma espécie é essencial para sua sobrevivência. A comunicação entre humanos começou com a linguagem de sinais, pinturas rupestres e hieróglifos. Com o tempo, isso levou ao desenvolvimento de linguagens complexas com formas expressivas que as conectam com civilizações de outras partes do globo. |                            |                     |
| 5 | "Progress of War"          | 10 de abril de 2017 |
| A espécie humana tem se desenvolvido em várias formas e a guerra não é exceção. Desde a necessidade inicial de autodefesa em condições hostis na natureza, até guerras lutadas entre os próprios humanos, tem sido a causadora de muitas invenções.                                                                      |                            |                     |
| 6 | "Building the Future"      | 17 de abril de 2017 |
| A jornada de sermos caçadores-coletores nômades até a construção dos arranha-céus modernos tem sido uma grande conquista humana. Nossos lares não são apenas um lugar, mas representam o nosso desejo eterno por um mundo mais complexo.                                                                                 |                            |                     |
| 7 | "Into the Unknown"         | 24 de abril de 2017 |
| O desejo humano por exploração tem nos levado desde as profundezas dos oceanos até a nossa distante Lua. Nossa curiosidade pelo desconhecido tem sido a força motora atrás de novas invenções. |                            |                     |
| 8 | "The Road Ahead"           | 1 de maio de 2017   |
| A busca humana por viagens nos levou para a troca de ideias que por sua vez resultaram em inovações que facilitaram novas formas de transporte. Os animais usados pelas primeiras civilizações foram substituídos por motores que nos transportam por grandes distâncias em pouco tempo.                                 |                            |                     |

## Ligação externa
- «Origins: The Journey of Humankind - Official Trailer»